# Ilia Londaridze
Ilia Londaridze (in georgiano ილია ლონდარიძე?; Tbilisi, 15 settembre 1989) è un cestista georgiano.

## Carriera
Con la Georgia ha disputato i Campionati europei del 2017.

## Palmarès
- Georgian Super Liga: 3

MIA Academy: 2012-13
Dinamo Tblisi: 2016-17, 2017-18
- Coppa di Georgia di pallacanestro maschile: 3

MIA Academy: 2013
Dinamo Tblisi: 2015, 2016